# V Гончих Псов
V Гончих Псов (лат. V Canum Venaticorum), HD 115898 — двойная звезда в созвездии Гончих Псов на расстоянии (вычисленном из значения параллакса) приблизительно 1635 световых лет (около 501 парсек) от Солнца. Визуальная звёздная величина звезды — от +8,56m до +6,52m.
Открыта в 1910 году.

## Характеристики
Первый компонент — красный гигант, пульсирующая полуправильная переменная звезда (SR) или (SRA) спектрального класса M1, или M4e-M6eIIIa:, или M4-M6e, или M6, или Ma. Масса — около 4,421 солнечной, радиус — около 765,497 солнечного, светимость — около 10718,4 солнечной. Эффективная температура — около 3315 K.
Звезда хорошо известна своим необычным углом положения линейной поляризации. Гипотетически переменная поляризация вызвана ударной волной, а наблюдаемые фазовые сдвиги между поляризационными и световыми кривыми вызваны конвективными процессами в фотосфере звезды**.
Второй компонент — красный карлик спектрального класса M. Масса — около 492,41 юпитерианской (0,4701 солнечной). Удалён в среднем на 2,455 а.е..